# 貝克斯利希斯鐵路車站
貝克斯利希斯鐵路車站（英語：Bexleyheath railway station）是一個位於倫敦東南部敦貝克斯利區的鐵路車站，屬於旅行卡5區。該站由東南鐵路運營。兩個入口處都有驗票閘門。
它位於貝克斯利希斯鎮中心北部的阿維紐路上。距離查靈十字12英里59鏈（20.5）.

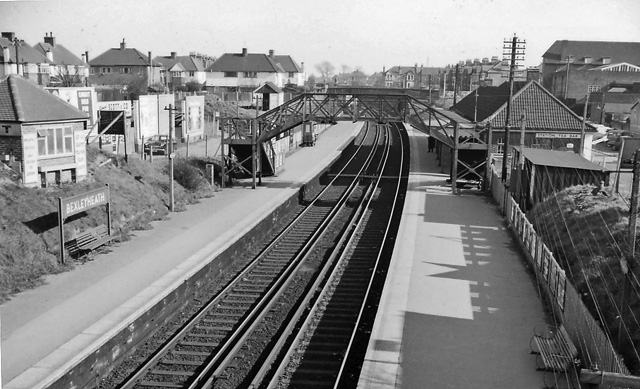
1961年，向着達特福德方向的東側景觀

## 聯繫
- 倫敦巴士422路線、B11路線、B12路線和B15路線經過該站。